# Rennes-les-Bains
Rennes-les-Bains település Franciaországban, Aude megyében. Lakosainak száma 224 fő (2022. január 1.). Rennes-les-Bains Arques, Cassaignes, Couiza, Coustaussa, Peyrolles, Rennes-le-Château, Serres és Sougraigne községekkel határos.

## Népesség
A település népessége az elmúlt években az alábbi módon változott:
| Lakosok száma | 192  | 194  | 221  | 171  | 258  | 246  | 205  | 201  | 197  | 224  |
|               | 1968 | 1982 | 1990 | 2006 | 2013 | 2015 | 2017 | 2019 | 2020 | 2022 |